# Echinomysis
Echinomysis (лат.) — род ракообразных семейства Mysidae из отряда Мизиды.

## Описание
Представители рода отличаются от других мизид следующими признаками: близок роду Caesaromysis, за исключением 1-го переопода с многочлениковым экзоподом. Плеоподы самцов двуветвистые, 1-я пара с многосуставным экзоподом и несращенным эндоподитом; 2-5-я пары с многочлениковыми экзоподом и эндоподитом. Первый переопод (ходильная нога) имеет хорошо развитый экзопод (внешняя ветвь), карпопроподы эндопода (внутренняя ветвь) с 3-й по 8-ю ветвь переопод делится на подсегменты, и на эндоподе уропод (задних придатках) есть статоцисты.

## Классификация
Род Echinomysis был впервые выделен в 1905 году и включает глубоководных представителей.
- Echinomysis chuni Illig, 1905 — мезопелагиаль, 2N — 38S, на глубине 800—2500 м (длина тела 11 мм)[6][7]
- Echinomysis distinguenda Coifmann, 1936 — батипелагиаль, 38N — 12N, на глубине 800 м (длина тела 10 мм)[6][8]
- Echinomysis serratus Vereshchaka, 1990  — мезопелагиаль, на глубине 250—550 м[9]